# 来振神社
来振神社（きぶりじんじゃ）は、岐阜県揖斐郡大野町にある神社である。
式内社（美濃國大野郡來振神社　正二位式内来振大神）であり、旧社格は郷社。

## 祭神
- 伊弉諾命
- 伊弉冉命
- 菊理姫命
- 大己貴命
- 白山輔佐翁

## 歴史
社伝によれば、725年（神亀2年）の創祀である。神亀2年6月18日（旧暦）、美濃国大野郡の白山山頂に、黄金色の雪が降り積もったという。この現象は白山比咩神の降臨との神託があり、この白山山頂に宮社を建てて祀ったという。この時、麓にある法相宗新福寺は来振寺に改称する。
1530年（享禄3年）の洪水で麓の建物に被害を受け、1560年（永禄3年）には織田信長の焼き討ちにあい、伽藍は焼失する。
その後、豊臣秀吉、徳川家康が朱印状を発行するなどの援助で復興し、大垣藩戸田氏の援助で1677年（延宝5年）には新たな社殿が造営される。以降、大垣藩戸田氏が社殿の修繕などを行い、保護をしている。
長らく白山（標高317m）の山頂に鎮座していたが、白山周辺が良質の石灰岩であることから、明治時代から周辺で石灰採掘が始まる。1968年（昭和43年）、白山は石灰採掘のために削られることになり、来振神社は白山の麓の現在地に移転する。
1999年（平成11年）、周辺が「木振ふれあい公園」として造成され、整備される。

## 文化財
- 町指定文化財
  - 手洗石（重要文化財 工芸品）[1]
  - 来振ばやし（無形民俗文化財）[1]
  - フズリナ化石（天然記念物）[1]

## 所在地
- 岐阜県揖斐郡大野町稲富字白山2586

## 交通機関
- 樽見鉄道本巣駅より約3.5km。
- 樽見鉄道木知原駅より約3.5km。
- 名阪近鉄バス岐阜バス、大野バスセンターより約5km。